# Carlton (Wisconsin)
Carlton – miasto w Stanach Zjednoczonych, w stanie Wisconsin, w hrabstwie Kewaunee.